# Ален Жиресс
Ален Жиресс (фр. Alain Giresse, нар. 2 серпня 1952, Лангуаран) — французький футболіст, що грав на позиції півзахисника, флангового півзахисника. По завершенні ігрової кар'єри — футбольний тренер. Кавалер ордену Почесного легіону.
Батько Тібо Жиресса.
Майже усю ігрову кар'єру провів у «Бордо», у складі якого став дворазовим чемпіоном Франції та володарем Кубка Франції, а з 158 голами є найкращим бомбардиром клубу в історії. Крім того виступав за національну збірну Франції, у складі якої став чемпіоном Європи.

## Клубна кар'єра
Ален Жиресс, уродженець департаменда Жиронда, почав свою кар'єру в клубі «Бордо» 1970 року. В 70-ті роки XX століття клуб, переважно, боровся за виживання в Лізі 1, але з приходом в команду Еме Жаке, у «Бордо» почався період великих перемог, що включав два чемпіонські титули, кубок Франції та вихід до півфіналу кубка чемпіонів, в якому «Бордо» програв лише «Ювентусу» з Мішелем Платіні.
Після чемпіонату світу 1986 року Жиресс перейшов в «Олімпік» (Марсель), в якому завершив кар'єру 1988 року, зігравши в загальній кількості 586 матчів у чемпіонаті Франції та забивши 163 голи. За кількістю матчів він посідає друге місце в історії французької першості після Жана-Люка Етторі, на рахунку якого 754 зустрічі.

## Єврокубки
З 6 стартів у європейських клубних турнірах найкращі досягнення — півфінали у розіграшах Кубка чемпіонів 1984-85 у складі «Бордо» та Кубка кубків 1987-88 у складі марсельського «Олімпіка».
Свою першу гру в єврокубках провів у складі «Бордо» проти ісландського клубу «Вікінґур» у стартовій грі за Кубок УЄФА восени 1981 року.
А у першому матчі 1/32 фіналу Кубка УЄФА сезону 1982-83 з східнонімецьким клубом «Карл Цейс» відкрив рахунок у своєму особистому заліку в турнірах УЄФА. Хоча французи програли 1:3, проте через два тижні на полі стадіону «Парк Лескюр» у Бордо вони повністю реабілітувалися, розгромивши клуб з Єни — 5:0. Ален відзначився двічі.
У наступному раунді вдома, і також двічі, він допоміг своєму клубу довершити розгром югославського «Хайдука» — 4:0. На стадії 1/16 фіналу у першій грі «Бордо» приймав румунську «Університатю». Реалізувавши пенальті на 50 хвилині, Ален забезпечив мінімальну перемогу своєї команди — 1:0. Проте у чвертьфінал французи не пройшли, а от Жиресс разом з бельгійцем Ервіном Ванденбергом став найкращим снайпером цього турніру, забивши 6 м'ячів.
Слід відзначити також і реалізований одинадцятиметровий удар в серії післяматчевих пенальті у повторному чвертьфіналі Кубка чемпіонів сезону 1984-85 у ворота «Дніпра», що проходив у Кривому Розі.
В сезоні 1987-88 його новий клуб «Олімпік» (Марсель) виступав у Кубку кубків. У першому матчі 1/8 фіналу на власному стадіоні він ще раз довершив розгром «старого знайомого» — «Хайдука» зі Спліта, забивши останній гол — 4:0. Але як виявилося цей влучний постріл був останнім — восьмим м'ячем Жиресса у єврокубках. А останню гру у клубних турнірах УЄФА 35-річний ветеран провів у повторному півфінальному поєдинку цього ж розіграшу Кубка кубків проти амстердамського «Аякса». Клуб Жиресса хоч і переміг у гостях — 2:1, проте вибув зі змагань.

### Статистика виступів у єврокубках по сезонах
| Сезон             | Клуб                | Турнір          | Досягнення    | Матчі | Перемоги | Нічиї | Поразки | Голи |
| ----------------- | ------------------- | --------------- | ------------- | ----- | -------- | ----- | ------- | ---- |
| 1981-82           | «Бордо»             | Кубок УЄФА      | 1/16 фіналу   | 3     | 2        | 0     | 1       | 0    |
| 1982-83           | «Бордо»             | Кубок УЄФА      | 1/8 фіналу    | 6     | 3        | 0     | 3       | 6*   |
| 1983-84           | «Бордо»             | Кубок УЄФА      | 1/32 фіналу   | 2     | 0        | 0     | 2       | 1    |
| 1984-85           | «Бордо»             | Кубок чемпіонів | Півфінал      | 8     | 3        | 4     | 1       | 0    |
| 1985-86           | «Бордо»             | Кубок чемпіонів | 1/16 фіналу   | 2     | 0        | 1     | 1       | 0    |
| 1987-88           | «Олімпік» (Марсель) | Кубок кубків    | Півфінал      | 7     | 6        | 0     | 1       | 1    |
| ВСЬОГО            | «Бордо»             | 5 євросезонів   | 5 євросезонів | 21    | 8        | 5     | 8       | 7    |
| ВСЬОГО            | «Олімпік» (Марсель) | 1 євросезон     | 1 євросезон   | 7     | 6        | 0     | 1       | 1    |
| ВСЬОГО за кар'єру | ВСЬОГО за кар'єру   | 6 євросезонів   | 6 євросезонів | 28    | 14       | 5     | 9       | 8    |

 * — найкращий бомбардир турніру

### Статистика по турнірах
| Турнір          | Сезони | Матчі | Перемоги | Нічиї | Поразки | Голи |
| --------------- | ------ | ----- | -------- | ----- | ------- | ---- |
| Кубок чемпіонів | 2      | 10    | 3        | 5     | 2       | 0    |
| Кубок кубків    | 1      | 7     | 6        | 0     | 1       | 1    |
| Кубок УЄФА      | 3      | 11    | 5        | 0     | 6       | 7    |

### Єврокубкова статистика: сезони, турніри, матчі, голи
1 — перший матч;

 2 — матч-відповідь;

 3 — реалізував післяматчевий пенальті;

 4 — матч завершився з рахунком 2:0 на користь югославів.
 
  Однак через безлади з боку вболівальників «Хайдука» під час гри,
  французам присуджена технічна перемога 3:0.

## Виступи за збірну
7 вересня 1974 року Ален Жиресс дебютував у складі збірної Франції в матчі зі збірною Польщі, але тверде місце у складі національної команди Жиресс отримав лише з приходом на тренерський місток французів у 1976 року Мішеля Ідальго, який зробив в національній команді «магічний квадрат» (фр. Carré magique) в центрі поля, що складався з Мішеля Платіні, Луїса Фернандеса, Жана Тігана та Жиресса. Ці гравці привели французів до четвертого місця на чемпіонаті світу 1982 року в Іспанії і третього місця на чемпіонаті світу 1986 року у Мексиці, але головним досягненням цієї команди стала перемога на домашньому чемпіонаті Європи 1984 року. На цьому турнірі Жиресс зіграв у всіх 5 іграх своєї команди і забив один гол у матчі групового етапу проти Бельгії (5:0), який став ювілейним 100-м в історії чемпіонатів Європи.

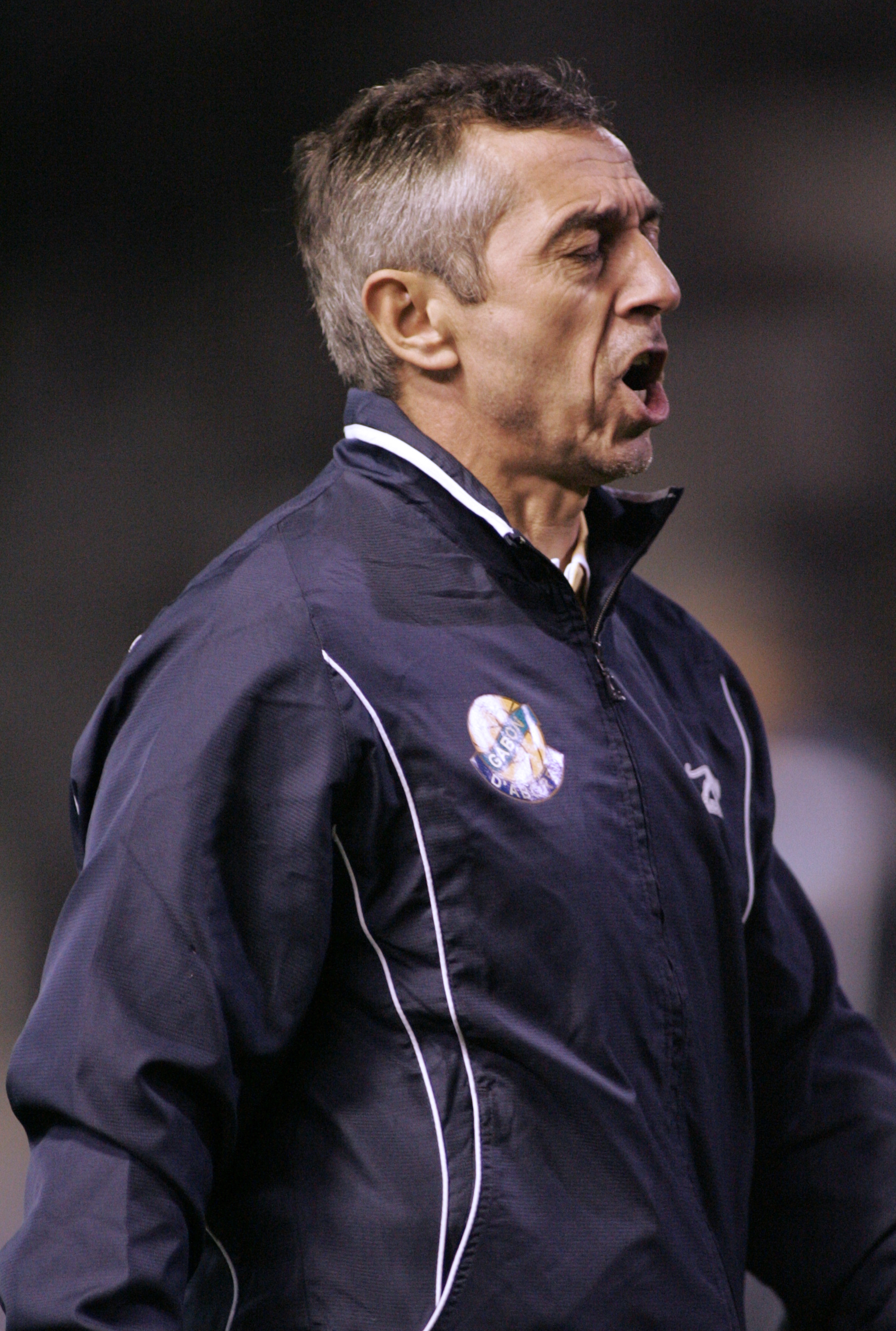
Ален Жиресс на посаді тренера

На мундіалі 1986 року, 25 червня, Жиресс провів свій останній матч у складі збірної Франції в грі проти збірної ФРН. Загалом Жиресс провів в національній команді 47 матчів (30 перемог, 10 нічиїх і 7 поразок) та забив 6 голів.

## Кар'єра тренера
Після закінчення кар'єри гравця, Жиресс став тренером, очоливши 1995 року «Тулузу», яку тренував протягом двох років.
1998 року Жиресс встав на тренерський місток «Парі Сен-Жермена», але вже через 3 місяці був звільнений, після поразки в Кубку кубів від «Маккабі» з Хайфи, яка сталася після провального старту в чемпіонаті Франції. Після цього Жиресс повернувся у «Тулузу», пропрацювавши з клубом близько 9 місяців.
2001 року Жиресс очолив марокканський клуб ФАР, з яким виграв кубок Трону в 2003 року.
2004 року Жиресс очолив збірну Грузії, але не домігшись успіхів з командою на відборі до чемпіонату Європи, залишив посаду.
З березня 2006 року по лютий 2010 року Жиресс очолював збірну Габону. Але після Кубка африканських націй 2010 року в Анголі, де збірна не подолала груповий етап, федерація відмовилася продовжити з Аленом контракт.
З 2010 року очолював збірну Малі, з якою став бронзовим призером Кубка африканських націй 2012 року у Габоні та Екваторіальній Гвінеї. На початку травня 2012 року Жиресс подав у відставку з поста тренера збірної Малі.
8 січня 2013 року Ален Жиресс був призначений тренером збірної Сенегалу, з якою пропрацював до січня 2015. Того ж року повернувся до Малі, знову очоливши тренерський штаб збірної уієї країни. Цього разу пропрацював із малійцями до 7 вересня 2017 року, коли знову пішов у відставку.
13 грудня 2018 року французького фахівця було призначено головним тренером збірної Тунісу. Готував команду до Кубка африканських націй 2019, на якому тунісці припинили боротьбу на стадій півфіналів. Невдовзі після цього турніру, у серпні 2019 року, контракт тренера з національною футбольною федерацію було розірвано за згодою сторін.

## Вшанування

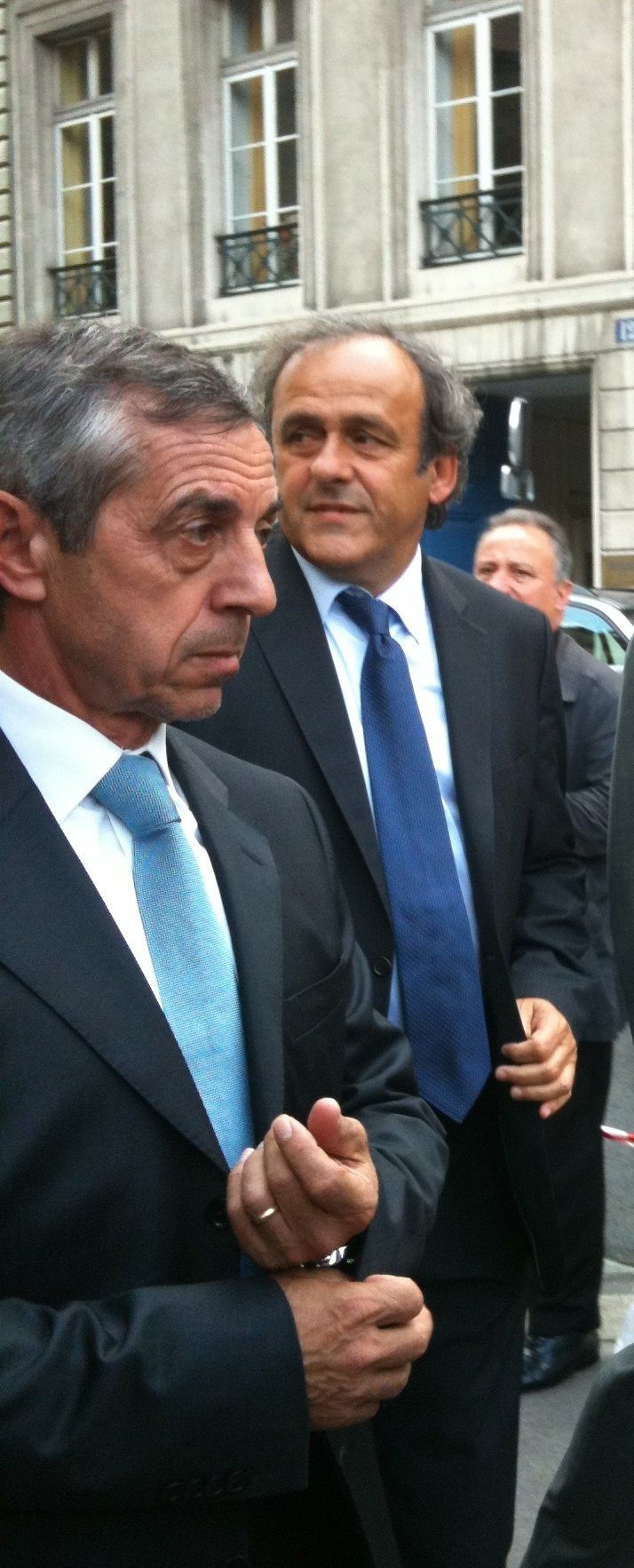
Ален Жиресс (ліворуч) та Мішель Платіні 2012 року

20 серпня 2012 року в замку Бель-Ер, який є тренувальною базою клубу «Бордо», Алену Жирессу був вручений орден Почесного легіону. Нагороду вручив президент УЄФА Мішель Платіні, багаторічний партнер Жиресса по збірній Франції. На церемонії були присутні багато видатних тренерів та гравців «Бордо» і збірної Франції 80-их років, разом з якими він домігся успіхів як у Франції, так і в Європі. Кавалером ордена Жіресс став ще в грудні 2007 року · .

## Статистика

### Клубна
| Чемпіонат | Чемпіонат | Чемпіонат  | Ліга | Ліга |
| Сезон     | Клуб      | Ліга       | Ігри | Голи |
| Франція   | Франція   | Франція    | Ліга | Ліга |
| --------- | --------- | ---------- | ---- | ---- |
| 1970/71   | «Бордо»   | Дивізіон 1 | 24   | 3    |
| 1971/72   | «Бордо»   | Дивізіон 1 | 28   | 4    |
| 1972/73   | «Бордо»   | Дивізіон 1 | 22   | 3    |
| 1973/74   | «Бордо»   | Дивізіон 1 | 31   | 12   |
| 1974/75   | «Бордо»   | Дивізіон 1 | 36   | 11   |
| 1975/76   | «Бордо»   | Дивізіон 1 | 30   | 13   |
| 1976/77   | «Бордо»   | Дивізіон 1 | 37   | 16   |
| 1977/78   | «Бордо»   | Дивізіон 1 | 35   | 11   |
| 1978/79   | «Бордо»   | Дивізіон 1 | 38   | 6    |
| 1979/80   | «Бордо»   | Дивізіон 1 | 37   | 12   |
| 1980/81   | «Бордо»   | Дивізіон 1 | 33   | 6    |
| 1981/82   | «Бордо»   | Дивізіон 1 | 34   | 14   |
| 1982/83   | «Бордо»   | Дивізіон 1 | 35   | 12   |
| 1983/84   | «Бордо»   | Дивізіон 1 | 34   | 16   |
| 1984/85   | «Бордо»   | Дивізіон 1 | 36   | 11   |
| 1985/86   | «Бордо»   | Дивізіон 1 | 29   | 9    |
| 1986/87   | «Марсель» | Дивізіон 1 | 34   | 4    |
| 1987/88   | «Марсель» | Дивізіон 1 | 33   | 1    |
| Країна    | Франція   | Франція    | 585  | 164  |
| Всього    | Всього    | Всього     | 585  | 164  |

### Збірна
| Збірна Франції | Збірна Франції | Збірна Франції |
| Роки           | Ігри           | Голи           |
| -------------- | -------------- | -------------- |
| 1974           | 1              | 0              |
| 1975           | 0              | 0              |
| 1976           | 0              | 0              |
| 1977           | 2              | 0              |
| 1978           | 2              | 0              |
| 1979           | 0              | 0              |
| 1980           | 0              | 0              |
| 1981           | 5              | 0              |
| 1982           | 11             | 2              |
| 1983           | 4              | 0              |
| 1984           | 10             | 2              |
| 1985           | 5              | 1              |
| 1986           | 7              | 0              |
| Всього         | 47             | 5              |

## Досягнення

### Як гравець

#### Збірна Франції
- Володар Кубка Артеміо Франкі: 1985
- Чемпіонат світу 1982 року: 4-е місце
- Чемпіон Європи 1984
- Чемпіонат світу 1986 року: 3-е місце

#### Бордо
- Володар кубка Альп: 1980
- Віце-чемпіон Франції: 1982-83
- Чемпіон Франції: 1983-84, 1984-85
- Півфіналіст Кубка чемпіонів: 1984-85
- Володар Кубка Франції: 1985-86

#### Марсель
- Віце чемпіон Франції: 1986-87
- Фіналіст Кубка Франції: 1986-87
- Півфіналіст Кубка кубків: 1988

#### Особисті
- Французький футболіст року: за версією L'Équipe — 1982; за версією France Football — 1982, 1983, 1987
- Найкращий бомбардир Кубка УЄФА: 1983 (6 голів / 6 матчів)
- Срібний м'яч France Football: 1982
- Найкращий бомбардир Бордо: 158 м'ячів

### Тренерські
- Володар Суперкубка Франції: 1998
- Володар Кубка Трону: 2003
- Бронзовий призер Кубка африканських націй: 2012